# Пухали-Старі
Пухали-Старі (пол. Puchały Stare) — село в Польщі, у гміні Бранськ Більського повіту Підляського воєводства.
Населення — 128 осіб (2011).
У 1975-1998 роках село належало до Білостоцького воєводства.

## Демографія
Демографічна структура станом на 31 березня 2011 року:
|          | Загалом | Допрацездатний вік | Працездатний вік | Постпрацездатний вік |
| -------- | ------- | ------------------ | ---------------- | -------------------- |
| Чоловіки | 64      | 11                 | 37               | 16                   |
| Жінки    | 64      | 10                 | 34               | 20                   |
| Разом    | 128     | 21                 | 71               | 36                   |